# Кошуте
Кошуте су насељено место у саставу града Триља, Сплитско-далматинска жупанија, Република Хрватска.

## Историја
До територијалне реорганизације у Хрватској налазиле су се у саставу старе општине Сињ.

## Становништво
На попису становништва 2011. године, Кошуте су имале 1.740 становника.
| Број становника по пописима | Број становника по пописима | Број становника по пописима | Број становника по пописима | Број становника по пописима | Број становника по пописима | Број становника по пописима | Број становника по пописима | Број становника по пописима | Број становника по пописима | Број становника по пописима | Број становника по пописима | Број становника по пописима | Број становника по пописима | Број становника по пописима | Број становника по пописима |
| --------------------------- | --------------------------- | --------------------------- | --------------------------- | --------------------------- | --------------------------- | --------------------------- | --------------------------- | --------------------------- | --------------------------- | --------------------------- | --------------------------- | --------------------------- | --------------------------- | --------------------------- | --------------------------- |
| 1857                        | 1869                        | 1880                        | 1890                        | 1900                        | 1910                        | 1921                        | 1931                        | 1948                        | 1953                        | 1961                        | 1971                        | 1981                        | 1991                        | 2001                        | 2011                        |
| 424                         | 717                         | 396                         | 682                         | 766                         | 862                         | 1.419                       | 1.042                       | 1.184                       | 1.278                       | 1.429                       | 1.659                       | 1.666                       | 2.122                       | 1.752                       | 1.740                       |

Напомена: У 1869. и 1921. садржи податке за насеља Гардун и Триљ.

### Попис1991.
На попису становништва 1991. године, насељено место Кошуте је имало 2.122 становника, следећег националног састава:
| Попис 1991.‍   | Попис 1991.‍  | Попис 1991.‍ | Попис 1991.‍ | Попис 1991.‍ |
| ------------- | ------------ | ----------- | ----------- | ----------- |
|               |              |             |             |             |
| Хрвати        | Хрвати       |             | 2.103       | 99,10%      |
| Срби          | Срби         |             | 2           | 0,09%       |
| Мађари        | Мађари       |             | 1           | 0,04%       |
| Пољаци        | Пољаци       |             | 1           | 0,04%       |
| остали        | остали       |             | 2           | 0,09%       |
| неопредељени  | неопредељени |             | 2           | 0,09%       |
| непознато     | непознато    |             | 11          | 0,51%       |
| укупно: 2.122 |              |             |             |             |